# テロンの戦い
テロンの戦い（テロンのたたかい、英語: The Battle of Terron）は、第一次世界大戦の西部戦線において、フランス陸軍に属していたチェコスロバキア軍団とドイツ帝国の間で発生した戦いである。ヴージエの戦い（ヴージエのたたかい、英語: The Battle of Vouziers）とも言われる。

## 概要
1918年の夏にフランスで新設された第21チェコスロバキア狙撃連隊と第22チェコスロバキア狙撃連隊は、同年に西部戦線に投入された。
この部隊の任務は、ドイツ帝国軍の要塞へ侵入し予備兵力を拘束することによってビュザンシー・ル・シェヌ方面でのアメリカ第1軍の攻撃を助けることであった。
これによりムーズ川方面でのドイツ軍の防衛体制を混乱させることを狙った。

## 戦闘の年表
チェコスロバキア軍団の総兵数は6000人であり、攻勢範囲においてはドイツ軍の人員を圧倒していた。1918年10月18日の午前中に攻撃が開始され、第21チェコスロバキア狙撃連隊は10月20日にテロン・シュル・エーヌ村の占領に成功した。これは川上の丘陵地帯にあるドイツ軍の防衛地点を突破したことを意味する。これ以上、占領地点を失い続けると非常に厳しい戦況となるドイツ軍は、現地に増援部隊を投入し、10月21日に反撃を開始した。しかし第21チェコスロバキア狙撃連隊第2連隊が戦闘に加わると、勝機が見えなくなったドイツ軍は撤退した。
第22チェコスロバキア狙撃連隊は、チェストレス村（現在はヴージエの一部）付近で激戦を繰り広げ、ドイツ軍の陣地を占領することに成功した。これによりチェコスロバキア軍団兵士の活躍は高く評価された。

## 祈念碑

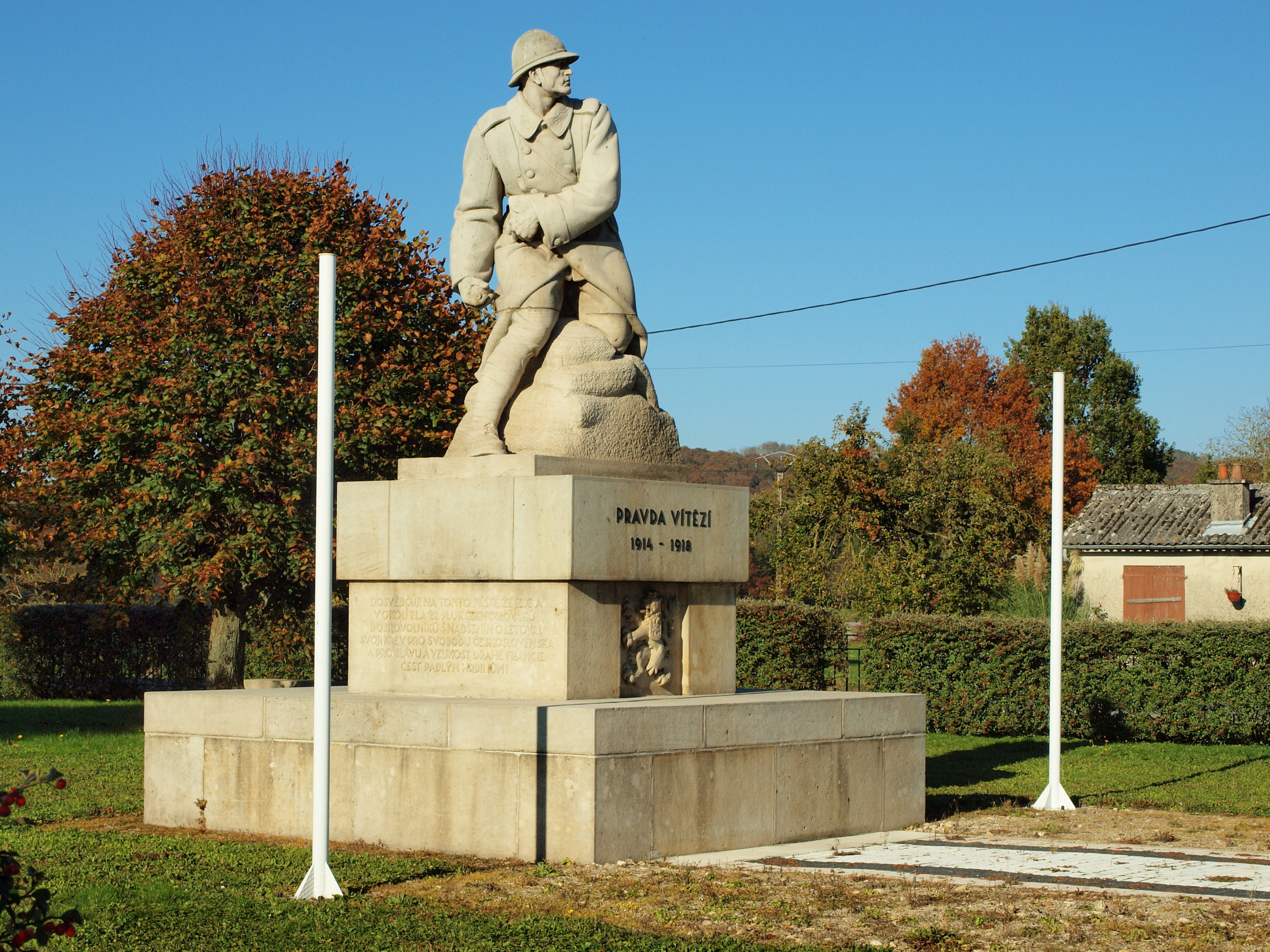
テロンにあるチェコスロバキア祈念碑

プラハ北西部に位置しているブベネチュ地区のテロンスカー通りはこの戦いを記念して命名された。
戦場に隣接するヴージエ村のチェストレ地区（戦争当時は別の村）には、チェコスロバキア軍人の祈念碑がある。
1938年には、この戦いを記念してチェコスロバキアにて切手が発行された (作者: Jindřich Vlček, Bohumil Heinz)。